# Alliopsis brevitarsis
Alliopsis brevitarsis är en tvåvingeart som först beskrevs av Malloch 1918.  Alliopsis brevitarsis ingår i släktet Alliopsis och familjen blomsterflugor.
Artens utbredningsområde är Kalifornien. Inga underarter finns listade i Catalogue of Life.